# Stazione di Marina di San Lorenzo
La stazione di Marina di San Lorenzo è una fermata  ferroviaria posta sulla ferrovia Jonica.
Serviva il centro abitato di Marina di San Lorenzo, frazione del comune di San Lorenzo.

## Storia
Fino al 1962 era denominata "San Lorenzo-Torre del Salto".
Nel settembre 2014 venne dato l'annuncio della conversione della stazione in fermata mediante il blocco degli scambi. Nel 2016 il presidente CIUFER richiede a RFI la riconversione della fermata in stazione.
Intorno al 2023 viene tolto il secondo binario lato monte perciò la stazione ha solo un binario ma sono presenti ancora i deviatoi.